# بولا (تگزاس)
بولا (به انگلیسی: Bula) یک منطقهٔ مسکونی در ایالات متحده آمریکا است که در تگزاس واقع شده‌است. بولا ۱٬۱۵۶٫۱۲ متر بالاتر از سطح دریا واقع شده‌است.